# فقدان الذاكرة التالي للتنويم
فقدان الذاكرة التالي للتنويم هو عدم قدرة الأشخاص المنومين على تذكر الأحداث التي وقعت أثناء التنويم المغناطيسي. يمكن تحقيق ذلك من خلال إعطاء الأفراد اقتراحًا أثناء التنويم المغناطيسي لنسيان بعض المواد التي تعلموها إما قبل التنويم المغناطيسي أو أثناءه. لا يمكن للأفراد الذين يعانون من فقدان الذاكرة ما بعد التنويم استعادة ذكرياتهم بمجرد إعادتهم إلى التنويم المغناطيسي، وبالتالي لا يعتمدون على الدولة. ومع ذلك، قد تعود الذكريات عند تقديمها بإشارة مرتبة مسبقًا. هذا يجعل فقدان الذاكرة ما بعد التنويم مشابهًا لفقدان الذاكرة النفسي لأنه يعطل عملية استرجاع الذاكرة. لقد اقترح أن التناقضات في المنهجيات المستخدمة لدراسة فقدان الذاكرة التالي للتنويم تسبب نتائج متباينة.

## تاريخ
اكتشف ماركيز دو بويسيجور فقدان الذاكرة ما بعد التنويم لأول مرة في عام 1784. عند العمل مع مساعده فيكتور، لاحظ بويسيجور أنه عندما يخرج فيكتور من التنويم المغناطيسي، فإنه يعاني من فقدان الذاكرة لكل ما حدث أثناء الجلسة. إدراكًا لأهمية هذه القوة، سرعان ما بدأ بويسيجور في علاج أولئك الذين يعانون من فقدان الذاكرة المستحث. عندما نشر الطبيب الفرنسي أمبرواز-أوغست ليبولت كتابًا عن التنويم المغناطيسي في عام 1866، اقترح أن فقدان الذاكرة التالي للتنويم المغناطيسي كان عرضًا ودرجة متفاوتة من التنويم المغناطيسي. وبالمثل، ركز طبيب الأعصاب الفرنسي جان مارتن شاركو في القرن التاسع عشر فقط على فقدان الذاكرة بعد التنويم المغناطيسي. قدم شاركو ثلاث حالات من التنويم المغناطيسي: التعب، والنوم، والسير أثناء النوم، أو المشي أثناء النوم. كانت هذه هي الحالة الأخيرة التي اعتقد شاركو أنه يمكن التواصل مع الأفراد والاستجابة للاقتراحات. أظهر شاركو أنه إذا اقترح شخص ما (من خلال اقتراح ما بعد التنويم) أنه يعاني من صدمة نفسية، فإن أولئك الذين كانوا حساسين من الناحية العصبية سيظهرون أعراض الصدمة النفسية. افترض أن هذا كان بسبب انفصال الأفكار عن بقية وعي الفرد. ومع ذلك، وضعت نظرية الانفصال جانبًا لنظرية التحليل النفسي لفرويد وظهور السلوكية حتى جدد إرنست هيلجارد دراستها في السبعينيات.
قام كلارك هال (1933) ببعض من أولى الدراسات التجريبية حول فقدان الذاكرة ما بعد التنويم المغناطيسي. أظهر عمل هال أن هناك انفصالًا بين الذاكرة الصريحة والذاكرة الضمنية من خلال دراسات حول التداخل الاستباقي والتدخل الرجعي والجمعيات الزوجية والإضافة العقلية المعقدة.
في منتصف الستينيات، أنتج إيفان وثورن دراسات حول فقدان الذاكرة المصدر. في إحدى الدراسات، جرى تعليم الأفراد المنومين مغناطيسيًا إجابات لحقائق غامضة وعندما يخرجون من حالاتهم المنومة مغناطيسيًا، تمكن ثلث الأفراد من تقديم الإجابات الصحيحة. ومع ذلك، لم يكن لدى هؤلاء الأفراد ذاكرة واعية عن المكان الذي تعلموا منه هذه المادة.

## التصنيفات
يمكن أن يحدث فقدان الذاكرة التلقائي والمقترح بعد التنويم أو أن يحدث في الفرد.

### عفوي
بالنسبة لمعظم القرن التاسع عشر، أفاد الباحثون أن فقدان الذاكرة التالي للتنويم لم يحدث إلا بشكل عفوي لأن المعرفة العلمية بشأن هذا النوع من فقدان الذاكرة كانت ضئيلة. يمثل فقدان الذاكرة التلقائي بعد التنويم ضعفًا طفيفًا في الذاكرة ينتج عن التعرض للتنويم المغناطيسي أو الاختبار. يمكن أيضًا تجربة هذا النوع من فقدان الذاكرة عبر مجموعات القابلية للإصابة، ولكن بدرجة أقل بكثير وحجم فقدان الذاكرة التالي للتنويم المغناطيسي.
كان من الصعب أيضًا تحديد فقدان الذاكرة التلقائي حيث وجد أن التحيز البحثي يؤثر في العديد من الحالات. في إحدى الدراسات تم تقسيم المشاركين إلى مجموعتين. كان أحدهم يتلقى تعليمات بفقدان الذاكرة ونصفهم لم يتلقوا التعليمات. في اليوم التالي عكست المجموعات. أظهرت النتائج أن هناك القليل من فقدان الذاكرة التلقائي بين جميع المشاركين، ما أدى إلى شكوك تجاه الحدوث الفعلي لفقدان الذاكرة. وجد لاحقًا أن الأشخاص الأكثر عرضة للتنويم المغناطيسي كانوا أكثر عرضة لفقدان الذاكرة المقترح بعد التنويم وليس فقدان الذاكرة التلقائي. تشير هذه النتائج إلى أن فقدان الذاكرة التلقائي أقل شيوعًا من فقدان الذاكرة المقترح وأنه عند تسجيل نتائج عالية لفقدان الذاكرة التلقائي، قد تكون بعض الحوادث [الإملاء] خاطئة.